# 이란 의회

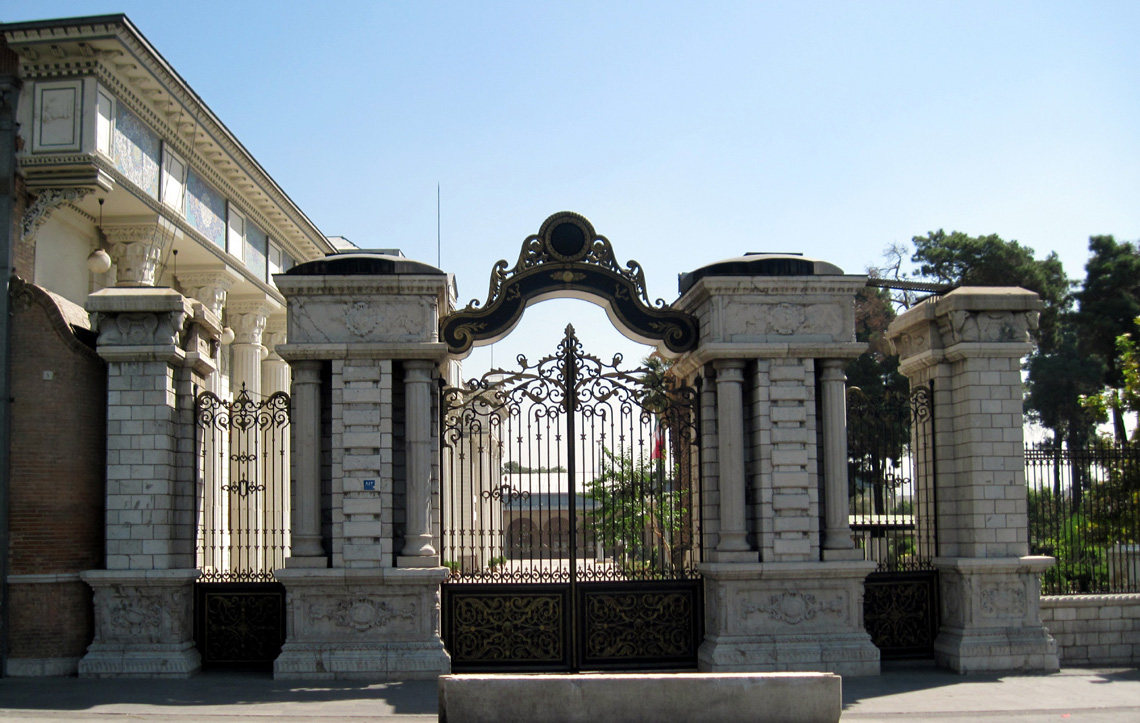

이란 의회(페르시아어: مجلس شورای اسلامی; 문화어: 이란국회의)는 이란의 입법부이다. 단순히 마줄레스(페르시아어: مجلس)라고도 한다. 2016년 2월 26일 의회 선거가 실시되었으며, 새 의회는 2016년 5월 28일 설립되었다.